# Chak Bansberia
Chak Bansberia là một thị trấn thống kê (census town) của quận Hugli thuộc bang Tây Bengal, Ấn Độ.

## Nhân khẩu
Theo điều tra dân số năm 2001 của Ấn Độ, Chak Bansberia có dân số 7336 người. Phái nam chiếm 53% tổng số dân và phái nữ chiếm 47%. Chak Bansberia có tỷ lệ 49% biết đọc biết viết, thấp hơn tỷ lệ trung bình toàn quốc là 59,5%: tỷ lệ cho phái nam là 57%, và tỷ lệ cho phái nữ là 39%. Tại Chak Bansberia, 17% dân số nhỏ hơn 6 tuổi.